# Португалия на «Детском Евровидении — 2022»
Португалия участвовала в «Детском Евровидении — 2022», которое прошло 11 декабря 2022 года в Ереване, Армения. На конкурсе страну представил Николас Алвес с песней «Anos 70». Он занял восьмое место, набрав 121 балл.

## До «Детского Евровидения»

### Выбор представителя
Португальская телекомпания RTP в очередной раз решила отправить конкурс победителя «The Voice Kids Portugal», который прошёл 31 июля 2022 года. Мария Хиль выиграла данное шоу, но из-за того, что на момент проведения конкурса, 11 декабря 2022 года, её возраст будет превышать максимально допустимый для участия в конкурсе (14 лет), она не была выбрана в качестве представителя. 10 августа 2022 года было объявлено, что Николас Алвес, занявший второе место на «The Voice Kids Portugal», будет представлять Португалию на «Детском Евровидении — 2022».

### Выбор песни
Песня Николаса Алвеса для «Детского Евровидения — 2022», под названием «Anos 70», была представлена 7 ноября 2022 года.

## На «Детском Евровидении»
Финал конкурса транслировали телеканалы RTP1, RTP África, RTP Internacional, RTP Internacional América, RTP Internacional Ásia и Radio ZIG ZAG, комментаторами которых были Нуно Галопим и Иоланда Феррейра, а результаты голосования португальского жюри объявила Эмили Алвес. Николас выступил под тринадцатым номером — после Великобритании и перед Сербией, и занял восьмое место, набрав 121 балл.

### Раздельные результаты голосования
| Раздельные результаты голосования Португалии | Раздельные результаты голосования Португалии | Раздельные результаты голосования Португалии | Раздельные результаты голосования Португалии | Раздельные результаты голосования Португалии | Раздельные результаты голосования Португалии | Раздельные результаты голосования Португалии | Раздельные результаты голосования Португалии | Раздельные результаты голосования Португалии | Раздельные результаты голосования Португалии |
| №                                            | Страна                                       | Член жюри A                                  | Член жюри B                                  | Член жюри C                                  | Член жюри D                                  | Член жюри E                                  | Место                                        | Баллы                                        |                                              |
| -------------------------------------------- | -------------------------------------------- | -------------------------------------------- | -------------------------------------------- | -------------------------------------------- | -------------------------------------------- | -------------------------------------------- | -------------------------------------------- | -------------------------------------------- | -------------------------------------------- |
| 1                                            | Нидерланды                                   | 10                                           | 7                                            | 12                                           | 13                                           | 6                                            | 11                                           |                                              |                                              |
| 2                                            | Польша                                       | 13                                           | 11                                           | 11                                           | 9                                            | 7                                            | 12                                           |                                              |                                              |
| 3                                            | Казахстан                                    | 12                                           | 15                                           | 15                                           | 15                                           | 15                                           | 15                                           |                                              |                                              |
| 4                                            | Мальта                                       | 15                                           | 14                                           | 9                                            | 14                                           | 14                                           | 14                                           |                                              |                                              |
| 5                                            | Италия                                       | 2                                            | 6                                            | 10                                           | 12                                           | 4                                            | 5                                            | 6                                            |                                              |
| 6                                            | Франция                                      | 1                                            | 1                                            | 1                                            | 1                                            | 1                                            | 1                                            | 12                                           |                                              |
| 7                                            | Албания                                      | 11                                           | 12                                           | 3                                            | 11                                           | 9                                            | 10                                           | 1                                            |                                              |
| 8                                            | Грузия                                       | 4                                            | 2                                            | 2                                            | 2                                            | 5                                            | 2                                            | 10                                           |                                              |
| 9                                            | Ирландия                                     | 7                                            | 4                                            | 7                                            | 5                                            | 13                                           | 7                                            | 4                                            |                                              |
| 10                                           | Северная Македония                           | 14                                           | 13                                           | 14                                           | 10                                           | 11                                           | 13                                           |                                              |                                              |
| 11                                           | Испания                                      | 5                                            | 10                                           | 13                                           | 6                                            | 8                                            | 9                                            | 2                                            |                                              |
| 12                                           | Великобритания                               | 9                                            | 5                                            | 8                                            | 4                                            | 12                                           | 8                                            | 3                                            |                                              |
| 13                                           | Португалия                                   |                                              |                                              |                                              |                                              |                                              |                                              |                                              |                                              |
| 14                                           | Сербия                                       | 3                                            | 8                                            | 4                                            | 7                                            | 10                                           | 6                                            | 5                                            |                                              |
| 15                                           | Армения                                      | 6                                            | 9                                            | 5                                            | 8                                            | 2                                            | 4                                            | 7                                            |                                              |
| 16                                           | Украина                                      | 8                                            | 3                                            | 6                                            | 3                                            | 3                                            | 3                                            | 8                                            |                                              |

### Голосование
| Баллы                                                      | Страна                     |
| ---------------------------------------------------------- | -------------------------- |
| 12 баллов                                                  |                            |
| 10 баллов                                                  |                            |
| 8 баллов                                                   |                            |
| 7 баллов                                                   | Грузия Испания Италия      |
| 6 баллов                                                   | Северная Македония Франция |
| 5 баллов                                                   | Казахстан                  |
| 4 балла                                                    | Армения Нидерланды Польша  |
| 3 балла                                                    |                            |
| 2 балла                                                    |                            |
| 1 балл                                                     | Великобритания             |
| Португалия получила 70 баллов по итогам онлайн-голосования |                            |

| Баллы     | Страна         |
| --------- | -------------- |
| 12 баллов | Франция        |
| 10 баллов | Грузия         |
| 8 баллов  | Украина        |
| 7 баллов  | Армения        |
| 6 баллов  | Италия         |
| 5 баллов  | Сербия         |
| 4 балла   | Ирландия       |
| 3 балла   | Великобритания |
| 2 балла   | Испания        |
| 1 балл    | Албания        |